# Ålefeskarns vals
Ålefeskarns vals är en bohuslänsk sång skriven av Bröderna Berlin (Ragnar, Gunnar, Åke, Harry Berlin) från Lysekil.
Låten spelades in 1975 med Kjell Kraghe som sångare, och har sedan blivit något av Kjell Kraghes signum. Under åren har även andra artister spelat in låten, tex skådespelaren och sångaren Stefan Ljungqvist på albumet Västkustens bästa visor.

## Album med Ålefeskarns vals (urval)
- Skärgårdsminnen (musikalbum) 2007
- Svensk Gammaldans 2006
- Västkustens bästa visor / Stefan Ljungqvist 1999
- Ålefeskarns vals och 20 andra melodier / Kjell Kraghe 1991[3]
- Nyanser (musikalbum) / Lill-Nickes 1982
- Flickan i dalen / Tomtelius 1982
- Ålefeskar'n och andra go'bitar / Kjell Kraghe 1986
- Tretton bohuslänska pärlor / Kjell Kraghe 1975[1]